# Acide oxolinique

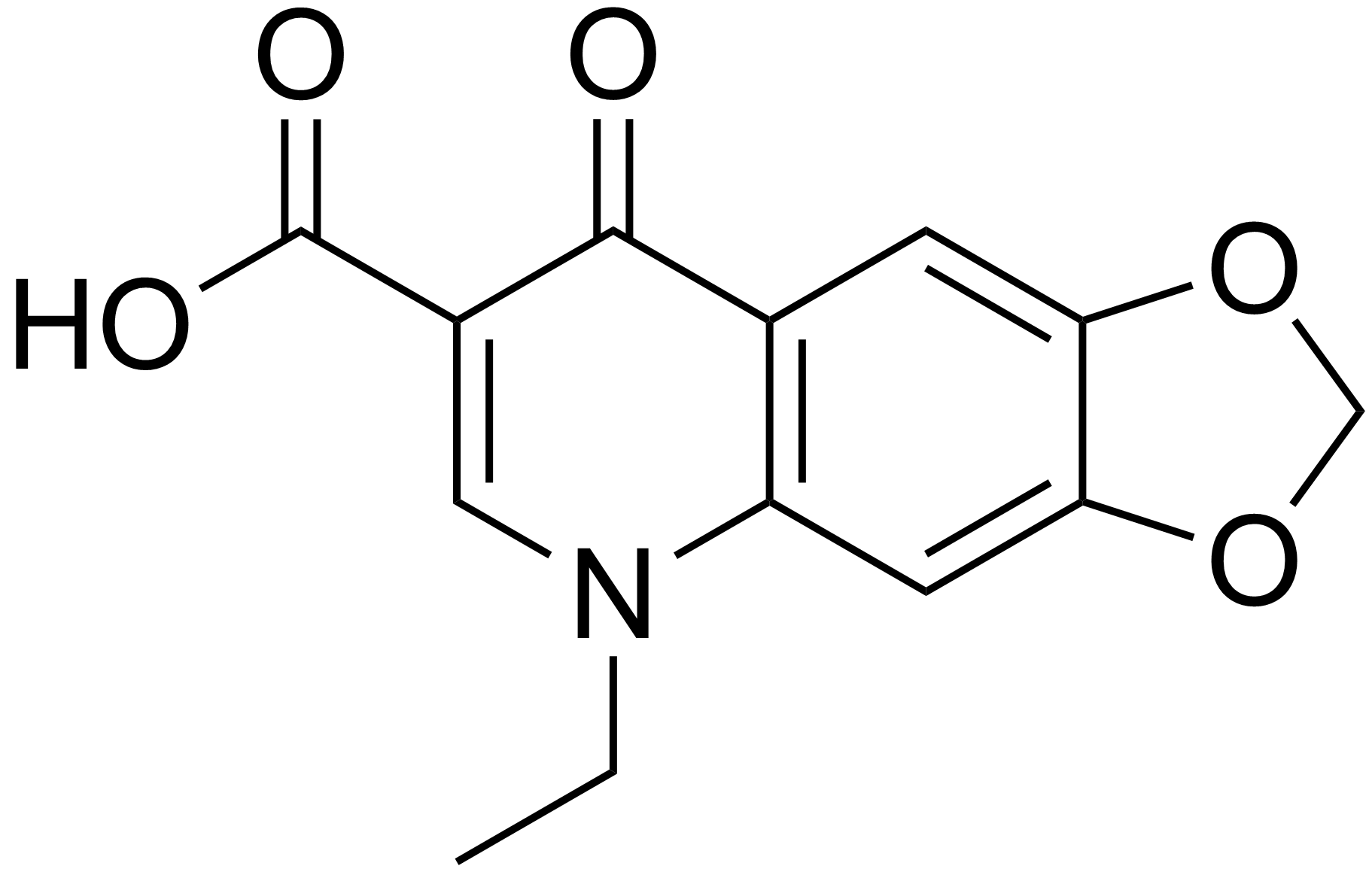
Structure de l'acide oxolinique.

L'acide oxolinique est un antibiotique, quinolone de première génération utilisé en pisciculture. Développé au Japon dans les années 1970,, cet antibiotique est efficace dans le traitement des infections aiguës et chroniques des voies urinaires. Des doses de 12 à 20 mg/kg sont administrées par voie orale pendant cinq à dix jours. Il agit aussi comme inhibiteur de recapture de la dopamine et a un effet stimulant chez la souris.

## Mécanisme
Cet antibiotique, en tant que quinolone, fonctionne en inhibant l'enzyme ADN gyrase.

## Effets secondaires
L'acide oxolinique provoque des cristalluries (en), c'est-à-dire la formation de cristaux dans l'urine.